# فینال جام ملت‌های اروپا ۲۰۰۸
فینال جام ملت‌های اروپا ۲۰۰۸ دیدار پایانی جام ملت‌های اروپا ۲۰۰۸ که در روز ۲۹ ژوئن ۲۰۰۸ مابین دو تیم‌های تیم ملی فوتبال آلمان و تیم ملی فوتبال اسپانیا برگزار شده است.
این بازی که در ورزشگاه ارنست هاپل وین در اتریش برگزار شده‌است با نتیجه یک بر صفر به سود تیم ملی فوتبال اسپانیا به اتمام رسیده است.

## جزئیات مسابقه
| ۹ تیر، ۱۳۸۷ ۱۸:۰۰ | آلمان | – | اسپانیا | {{{ورزشگاه}}} |
| ۹ تیر، ۱۳۸۷ ۱۸:۰۰ |       |   |         | {{{ورزشگاه}}} |
| ۹ تیر، ۱۳۸۷ ۱۸:۰۰ |       |   |         | {{{ورزشگاه}}} |